# 華夏航空

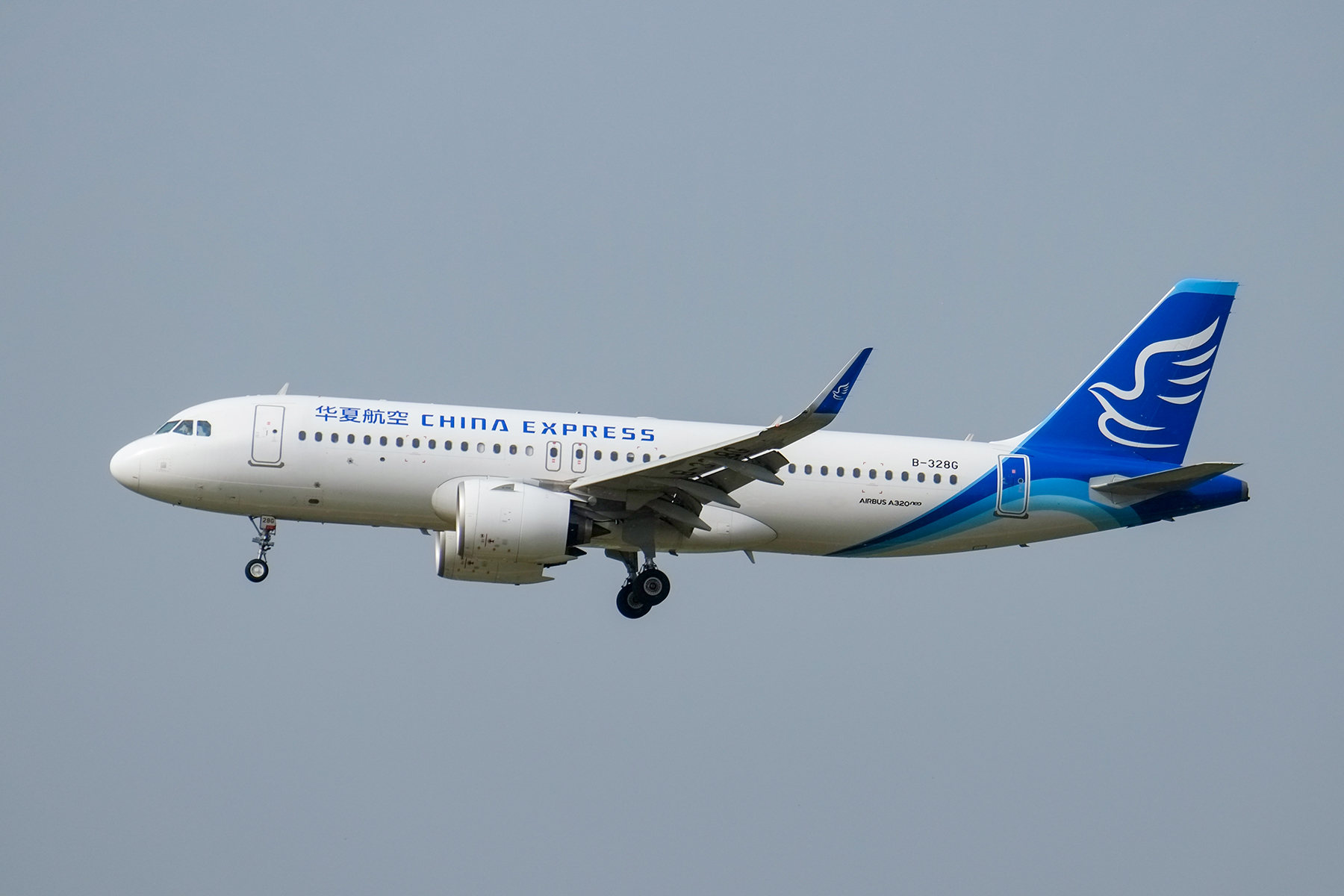
華夏航空のエアバスA320neo

華夏航空（英語: China Express Airlines) は中華人民共和国重慶市に本社を置くローカル線専門の航空会社。正式名称は華夏航空有限公司。 設立当初は貴州省貴陽市に本社を置き、貴陽龍洞堡国際空港をハブ空港としていたが、2014年には重慶市に本社、重慶江北国際空港にハブ空港を移している。貴陽龍洞堡国際空港は現在でも焦点空港となっている。

## コードデーター
- IATA航空会社コード：G5
- ICAO航空会社コード：HXA
- コールサイン：China Express
- 中国語コールサイン：華夏（Huaxia）

## 沿革
- 2006年4月16日　中国国内企業(51%)、海外企業(49%)が出資した国内初のローカル線専門航空会社華夏航空有限公司が発足する。資本金は8,000万元。
- 2006年4月26日　山東航空からボンバルディアCRJ-200型機3機のリース契約が結ばれる。
- 2006年9月19日　貴陽-南寧線が就航する。南寧呉圩国際空港に初めて民航系以外の航空会社が着陸する。
- 2006年9月25日　貴陽-黎平線が就航する。公式ホームページによると、これが一番機とされている。
- 2014年11月11日  本社、ハブ空港を貴陽から重慶に移す。
- 2015年3月  使用機材をボンバルディアCRJ900に統一する。

## 主な就航都市
- 重慶市（ハブ空港）、貴陽市（焦点空港）、贛州市（焦点空港）、カラマイ（焦点空港）、南京市、蘭州市、桂林市、南寧市、大連市、敦煌市、杭州市、三亜市、海口市、カラマイ、義烏市、嘉峪関市など40以上の都市に就航

## 保有機材
- エアバス A320  : 11機
- エアバス A320 neo : 17機
- COMAC C909 : 11機
- ボンバルディア CRJ900 : 36機

2025年4月現在